# Счётная дырка
Счётной дыркой в линейно упорядоченном множестве {\displaystyle (X,<)} называется пара множеств {\displaystyle (A,B)} таких, что:
1. {\displaystyle A,B\subseteq X},

1. {\displaystyle |A|,|B|\leqslant \aleph _{0}} (не исключается случай {\displaystyle A=\varnothing } или {\displaystyle B=\varnothing }),

1. {\displaystyle A<B} (то есть все элементы {\displaystyle A} меньше всех элементов {\displaystyle B}),

1. не существует {\displaystyle x\in X} такого, что {\displaystyle A<x<B}

При {\displaystyle A=\varnothing } наличие счётной дырки {\displaystyle (A,B)} означает, что в X нет наименьшего элемента, а при {\displaystyle B=\varnothing } наличие счётной дырки {\displaystyle (A,B)} означает, что в {\displaystyle X} нет наибольшего элемента.
Линейно упорядоченное множество называется счётно насыщенным, если в нём нет счётных дырок.
Известно (Хаусдорф), что все счётно насыщенные линейно упорядоченные множества мощности {\displaystyle \aleph _{1}} попарно изоморфны.